# Si tous les gags du monde...
Si tous les gags du monde... est le 37e tome de la série de bande dessinée Cubitus, créée par Dupa. Paru le 12 février 2000, cet album contient 48 pages, illustrant différents gags, certains s'étalant sur plusieurs pages.